# Торрент, Ана
Ана Торрент (исп. Ana Torrent; род. 12 июля 1966) — испанская актриса. За главную роль в фильме режиссёра Алехандро Аменабара «Дипломная работа» номинировалась на премию «Гойя».

## Биография
Впервые появилась на киноэкране ещё совсем маленькой в фильме 1968 года «Un día después de agosto» режиссёра Херма́на Лоренте. Официально в кино дебютировала в 7 лет в фильме «Дух улья». Следующей ролью стала Ана в фильме Карлоса Сауры «Выкорми ворона».
Российскому телезрителю Ана стала известна по большей части после выхода сериала «Спрут 5: Корень проблемы», где она сыграла сестру одного из главных персонажей, Тано Каридди — Марию. Затворница, страдающая психическим заболеванием, сестра Тано почти не появлялась на людях, но в конце сериала она сыграла важную роль и спасла брата от смерти. Несмотря на то, что это была роль второго плана, Мария, как эмоциональный и в чём-то привлекающий к себе персонаж, запомнилась телезрителям.

## Фильмография

### Кино
| Год  |   | Русское название           | Оригинальное название      | Роль                 |
| ---- | - | -------------------------- | -------------------------- | -------------------- |
| 1973 | ф | Дух улья                   | El espíritu de la colmena  | Ana                  |
| 1976 | ф | Выкорми ворона             | Cría cuervos               | Ana                  |
| 1977 | ф | Элиза, жизнь моя           | Elisa, vida mía            | Niña Elisa           |
| 1979 | ф | Операция «Чудовище»        | Operación Ogro             | Niña vasca           |
| 1980 | ф | Гнездо                     | El nido                    | Goyita               |
| 1985 | ф | Los paraísos perdidos      | Los paraísos perdidos      | Andrea               |
| 1989 | ф | Кровь и песок              | Sangre y arena             | Carmen Espinosa      |
| 1992 | ф | Коровы                     | Vacas                      | Catalina             |
| 1994 | ф | Среди красных              | Entre rojas                | La Tacatún           |
| 1995 | ф | Puede ser divertido        | Puede ser divertido        | Carmen               |
| 1995 | ф | Хромой голубь              | El palomo cojo             | Adoración            |
| 1996 | ф | Дипломная работа           | Tesis                      | Angela               |
| 1998 | ф | Крик в небе                | El grito en el cielo       | Yoli                 |
| 1999 | ф | Йойс                       | Yoyes                      | Yoyes                |
| 2001 | ф | Sagitario                  | Sagitario                  | Luisa                |
| 2001 | ф | Игра луны                  | Juego de luna              | Luna — 30 años       |
| 2003 | ф | Una preciosa puesta de sol | Una preciosa puesta de sol | Elena                |
| 2004 | ф | Iris                       | Iris                       | Magdalena            |
| 2007 | ф | Человек из песка           | El hombre de arena         | María la Cigarrona   |
| 2008 | ф | Ещё одна из рода Болейн    | The Other Boleyn Girl      | Екатерина Арагонская |
| 2008 | ф | 14, Фабиан-Роуд            | 14, Fabian Road            | Iris                 |
| 2009 | ф | Но-до                      | NO-DO                      | Francesca            |
| 2011 | ф | Там обитают драконы        | There Be Dragons           | Doña Dolores         |
| 2017 | ф | Уиджи: Проклятие Вероники  | Verónica                   | Ана                  |

### Телевидение
(Выборочный список.)

| Год         |   | Русское название          | Оригинальное название               | Роль          |
| ----------- | - | ------------------------- | ----------------------------------- | ------------- |
| 1990 — 1990 | с | Спрут 5: Корень проблемы  | La piovra 5 - Il cuore del problema | Мария Каридди |
| 1992 — 1992 | с | Спрут 6: Последний секрет | La piovra 6 - L'ultimo segreto      | Мария Каридди |

## Награды и номинации
| Год  | Премия                     | Категория                       | Фильм                        | Результат |
| ---- | -------------------------- | ------------------------------- | ---------------------------- | --------- |
| 1973 | Fotogramas de Plata        | Лучший актёр испанского кино    | «Дух улья»                   | Победа    |
| 1977 | Premios ACE                | Лучшая актриса в главной роли   | «Дух улья»                   | Победа    |
| 1981 | Монреальский кинофестиваль | Лучшая актриса                  | «Гнездо»                     | Победа    |
| 1983 | Premios ACE                | Лучшая актриса в главной роли   | «Гнездо»                     | Победа    |
| 1996 | Festival de Gramado        | Filmes Latinos — Лучшая актриса | «Диссертация»                | Победа    |
| 1996 | Гойя                       | Лучшая актриса в главной роли   | «Диссертация»                | Номинация |
| 1997 | Premios ACE                | Лучшая актриса в главной роли   | «Диссертация»                | Победа    |
| 2000 | Festival Cinespaña         | Лучшая актриса                  | «Йойс»                       | Победа    |
| 2004 | Premios ACE                | Лучшая актриса в главной роли   | «Una preciosa puesta de sol» | Номинация |